# Nothophila nebulosa
Nothophila nebulosa là một loài ruồi trong họ Limoniidae. Chúng phân bố ở miền Australasia.